# 曼妮潘妮小姐
曼妮潘妮小姐（英語：Miss Moneypenny），後來被賦予了伊芙（Eve）或簡（Jane）的名字，是占士邦小說及電影中的虛構角色，為軍情六處局長M的秘書。
雖然她在大多數影片中都只出演了小角色，但她和占士邦之間淡淡的浪漫情愫卻總是格外突出（在伊恩·弗萊明的小說中，這種情愫幾乎不存在，但在約翰·加德納和雷蒙德·本森的後續作品中則頗為凸出）。從這一點來看，她並不被認為是邦德女郎，因為她與占士邦之間從未有工作以外的關係。
儘管弗萊明沒有給這個角色起名字，但在衍生小說系列《錢潘妮日記》中，這個角色被命名為簡；在電影中，她的第一個名字是伊芙，出自《新鐵金剛：智破天凶城》（2012年），這部電影延續了2006年《新鐵金剛智破皇家賭場》的新連續性，該角色在成為M（拉爾夫·費因斯 飾）的秘書之前曾擔任過一段時間外勤人員。根據電影《鐵金剛勇破火箭嶺》（1967年）的劇情，曼妮潘妮 (露易絲·麥斯威爾 飾) 是皇家海軍女子服務隊的海軍上尉。

## 創作靈感
在伊恩·弗萊明1953年創作的《皇家賭場》初稿中，曼妮潘妮的名字原本是“佩蒂·佩塔瓦爾小姐”（Miss 'Petty' Pettaval），取自軍情六處局長斯圖爾特·孟席斯的私人助理凱瑟琳·佩蒂格魯（Kathleen Pettigrew）。弗萊明後來才把它改得不那麼明顯。
其他的靈感來源亦包括特別行動執行處的維拉·阿特金斯（Vera Atkins）、海軍情報局秘書帕迪·裡茲代爾（Paddy Ridsdale）；第二次世界大戰期間弗萊明曾經與其約會，以熱情友好的接待到她辦公室查閱機密文件的高級軍官而聞名的瓊·布賴特·阿斯特利（Joan Bright Astley）、還有弗萊明在職《泰晤士報》時的紅髮秘書瓊·豪（Joan Howe）。